# José María Ruiz Gallardón
José María Ruiz Gallardón (Madrid, 2 de mayo de 1927 - ibídem, 17 de noviembre de 1986) fue un político, abogado y profesor universitario español. Fue padre de Alberto Ruiz-Gallardón, Ministro de Justicia, presidente de la Comunidad de Madrid y alcalde de su capital.

## Biografía
Hijo de Julia Gallardón Gutiérrez y Víctor Ruiz Albéniz.
Tras estudiar en los salesianos y los jesuitas bachillerato, estudió Derecho en la Universidad Central de Madrid, consiguiendo el primer premio extraordinario. Se incorporó al Colegio de Abogados de Madrid en 1950 y se inscribió también en los Colegios de Abogados de Barcelona, Palma, Zaragoza, La Coruña, Granada, Toledo y Ávila. Se doctoró en Derecho por la Universidad de Madrid y fue profesor de Derecho Civil, Derecho Natural y Filosofía del Derecho en dicha universidad. Como abogado ejerció en los bufetes de Ramón Serrano Súñer y Alfonso García Valdecasas. Posteriormente, en 1955, montó su propio despacho en Madrid. En numerosas ocasiones defendió a condenados por motivos políticos durante la etapa franquista, pronunciándose también públicamente contra acciones del régimen como las deportaciones de 1962, posteriores al contubernio de Múnich.
Colaboró en periódicos universitarios y fue crítico de arte en el diario ABC, por el cual en 1970 obtuvo el Premio Luca de Tena. En ABC empleaba el seudónimo El Tabib Arrumi, antes utilizado por su padre, que fue presidente de la Asociación de la Prensa de Madrid y famoso cronista del régimen franquista, Víctor Ruiz Albéniz.
Contrajo matrimonio con Ana María Jiménez Aladrén, fallecida en Madrid el 19 de octubre de 1992, y tuvo tres hijos: José María, Alberto y Ana, casada con Alfonso Azqueta Santiago.

### Trayectoria política
José María Ruiz Gallardón mantenía una posición crítica respecto al franquismo, desde su ideología monárquica afín a Don Juan de Borbón, conde de Barcelona, y José María Gil Robles, exlíder de la CEDA durante la Segunda República. Se definía a sí mismo políticamente como liberal y conservador.
En octubre de 1955, primera época de agitación universitaria, conversaba mucho con el también abogado Antonio García López, a quien informaba sobre la monarquía y las posiciones políticas dentro del régimen. Basándose en esas y otras informaciones, García López remitía al secretario general del PSOE en el exilio, Rodolfo Llopis, amplios y detallados informes sobre las interioridades del régimen franquista. Gallardón nunca fue, sin embargo, una figura adepta al franquismo; su bautismo de fuego político se produjo cuando, en 1956, con motivo de la primera agitación universitaria importante conocida tras la guerra civil, fue detenido junto a Miguel Sánchez-Mazas Ferlosio, Fernando Sánchez Dragó, Dionisio Ridruejo, Enrique Múgica, Ramón Tamames, Javier Pradera y Gabriel Elorriaga, como organizador del frustrado Congreso de Escritores Jóvenes. Debido a este hecho ingresó en la Cárcel de Carabanchel.
En su vida pública, formó parte del Consejo privado del Conde de Barcelona, Juan de Borbón, y desde 1975 fue presidente de la Asociación Nacional de Consumidores —sustituyendo al también abogado Antonio García de Pablos—, presidente de Alianza Popular de Madrid, vicepresidente cuarto de AP y secretario general adjunto al Partido Unido de AP y de la Federación de AP.
Diputado de Coalición Democrática y Coalición Popular, respectivamente, por Zamora en la segunda legislatura (1982–1986), en la que fue portavoz de la Coalición democrática en las comisiones de Justicia e Interior en el Congreso, y tercera (1986–1989), en la que causó baja al fallecer, siendo sustituido por María del Pilar Izquierdo Arija. Falleció repentinamente a los 59 años, el 17 de noviembre de 1986.